# بيل توبين
بيل توبين (بالإنجليزية: Bill Tobin)‏ هو لاعب كرة قاعدة أمريكي، ولد في 10 أكتوبر 1854 في هارتفورد في الولايات المتحدة، وتوفي بنفس المكان في 10 أكتوبر 1912.

## وصلات خارجية
- بيل توبين على موقعبيزبول رفرنس.كوم (الدوري الرئيسي) (الإنجليزية)
- بيل توبين على موقعبيزبول رفرنس.كوم (الدوري الثانوي) (الإنجليزية)